# Амон (краљ)
Према Библији Амон од Јуде је био краљ Јудеје и син Манасеха од Јуде. Владавину је започео у својој 22-гој години. Владао је у периоду од 642. п. н. е.-640. п. н. е..
Вратио је идолатрију и поновно поставио слике које је његов отац дао сакрити. Софонија (1:4; 3:4, 11) му владавину описује као доба моралне изопачености.
Убили су га (Књига о Краљевима 21:18-26: Књига Дневника 33:20-25) властите слуге који су се уротили против њега.